# Flexity Classic
De Flexity Classic is een familie van lagevloertrams die lange tijd geproduceerd is door Bombardier Transportation. Sinds eind 2021 wordt het model op de markt gebracht door Alstom onder de naam Citadis Classic. Het model is ontwikkeld door Deutsche Waggonbau (DWA) voordat dit bedrijf door Bombardier werd overgenomen.

## Kenmerken
Flexity Classics hebben zowel conventionele motordraaistellen, als kleine loopdraaistellen. Daardoor kan de lage vloer niet over de gehele lengte worden doorgetrokken, ter hoogte van de motorsraaistellen ligt de vloer hoger. Bij het meest voorkomende driedelige type bevindt zich onder de voorste en de achterste bak van de tram een gemotoriseerd draaistel. Onder de middenbak zitten twee kleine loopdraaistellen. Deze driedelige versie is vaak 30,0 meter lang. De kortste versie is tweedelig (in Halle) en meet 20,5 meter. De langste versie is vijfdelig (in Dresden en Leipzig) en meet 45,1 meter.

## Leveringen
Er rijden Flexity Classics in Adelaide, Bremen, Dessau, Dortmund, Dresden, Essen, Frankfurt am Main, Halle an der Saale, Kassel, Krakau, Leipzig, Norrköping, Plauen, Stockholm en Schwerin. Tussen 2010 en 2011 heeft Stockholm drie exemplaren gehuurd van Frankfurt en drie exemplaren gehuurd van Norrköping. In 2011 werden zes nieuwe trams door Bombardier geleverd aan Stockholm. Deze gingen eind 2020 naar Norrköping.

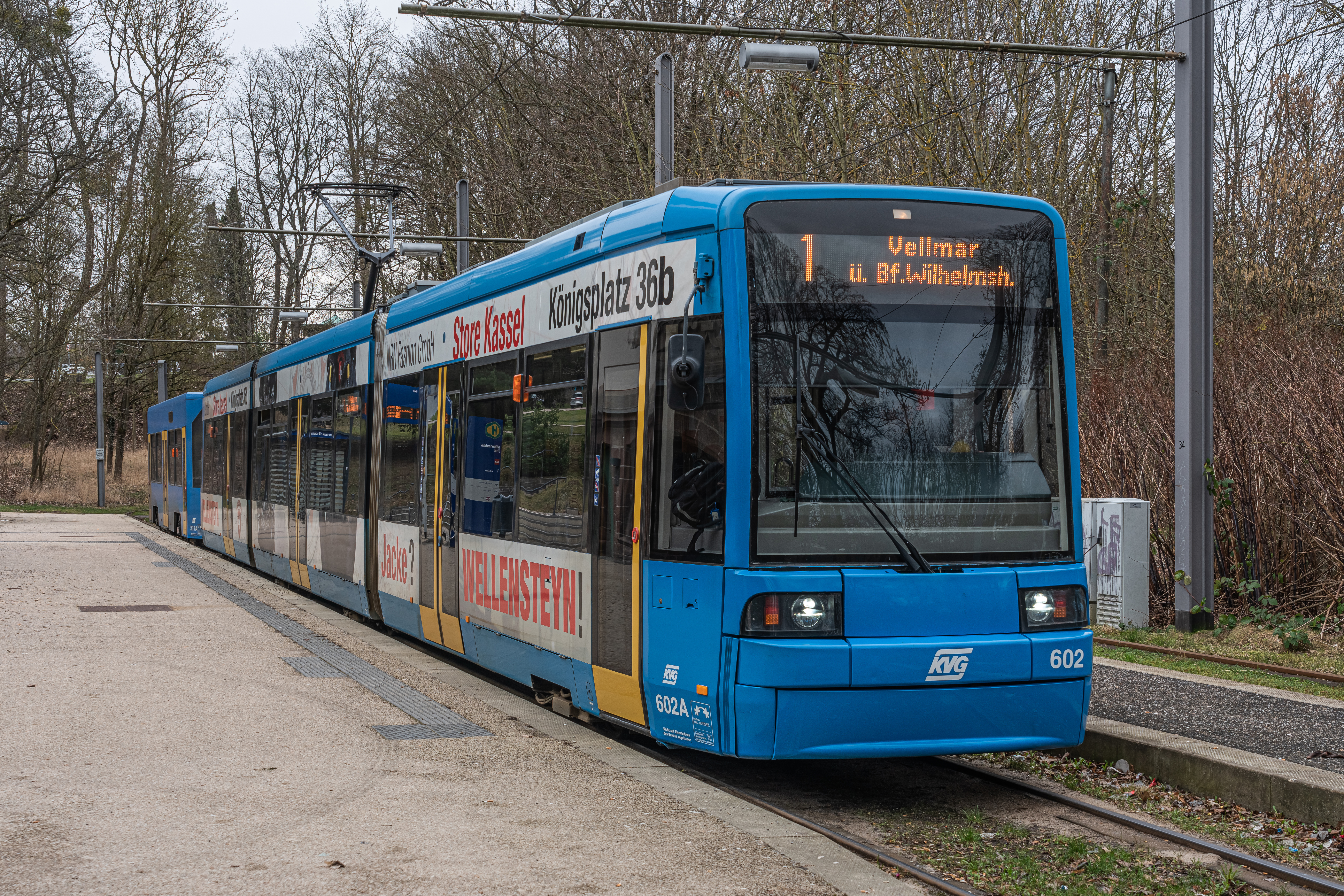
Flexity Classic in Kassel
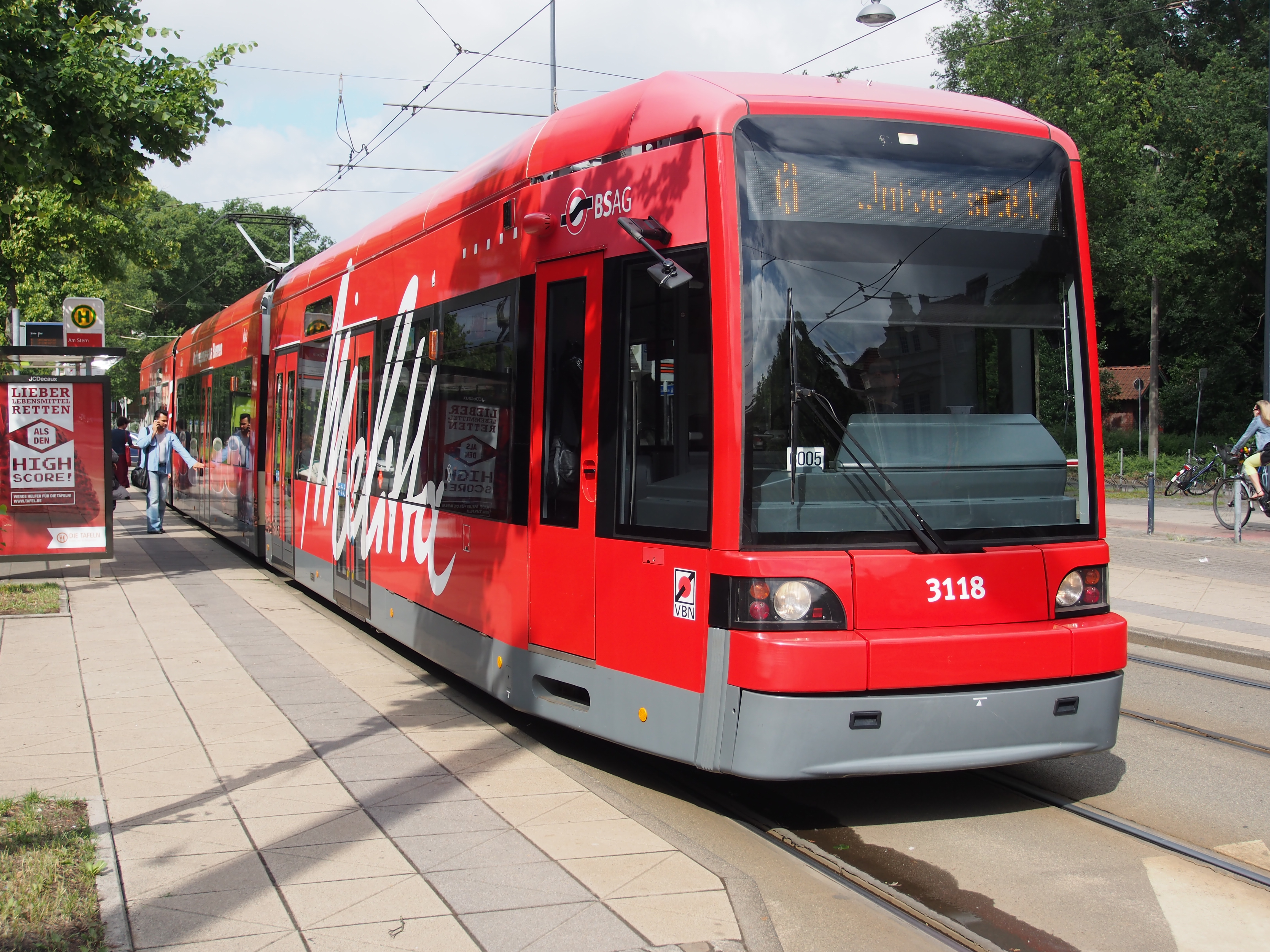
Flexity Classic in Bremen
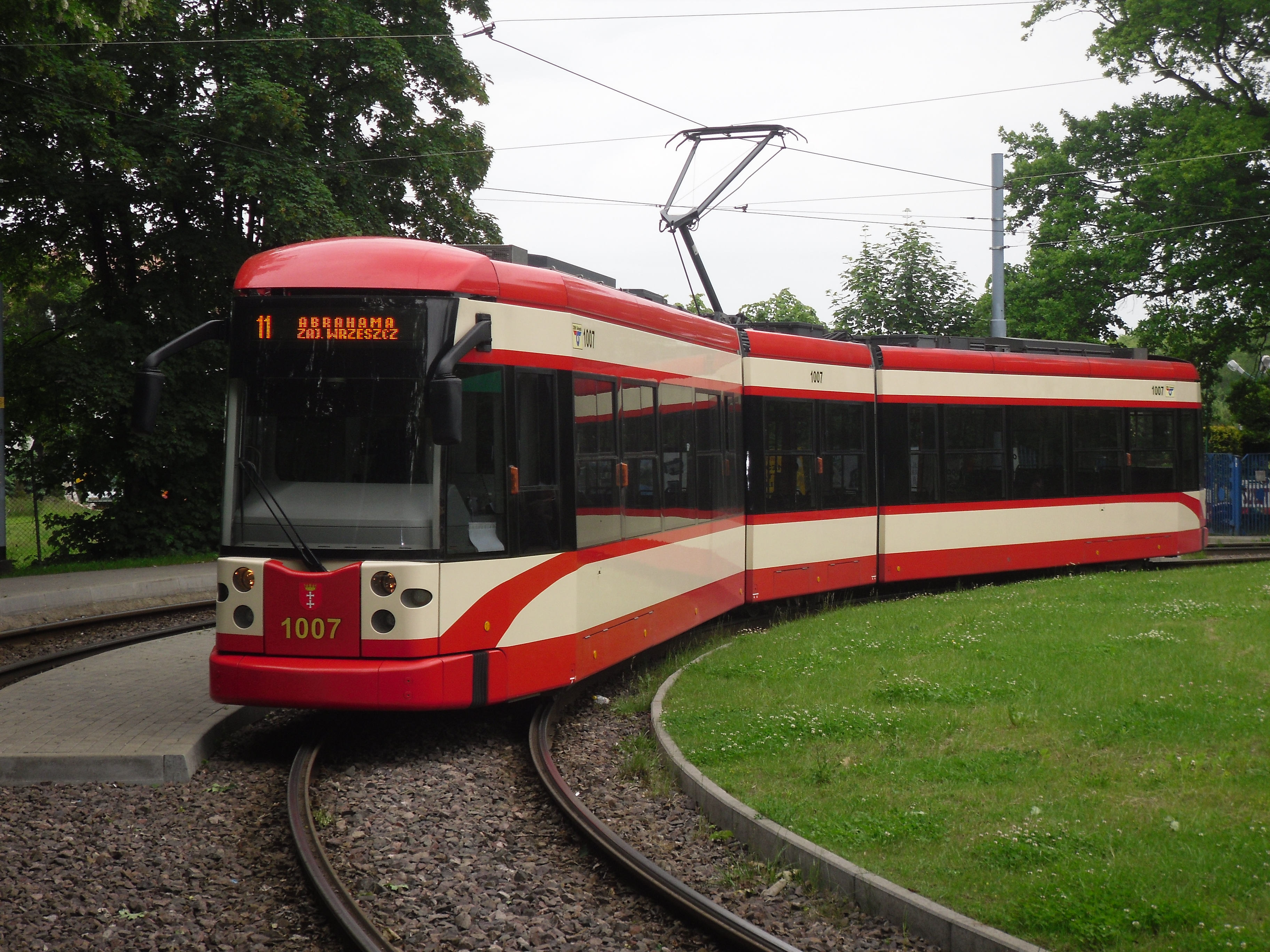
Flexity Classic in Gdańsk
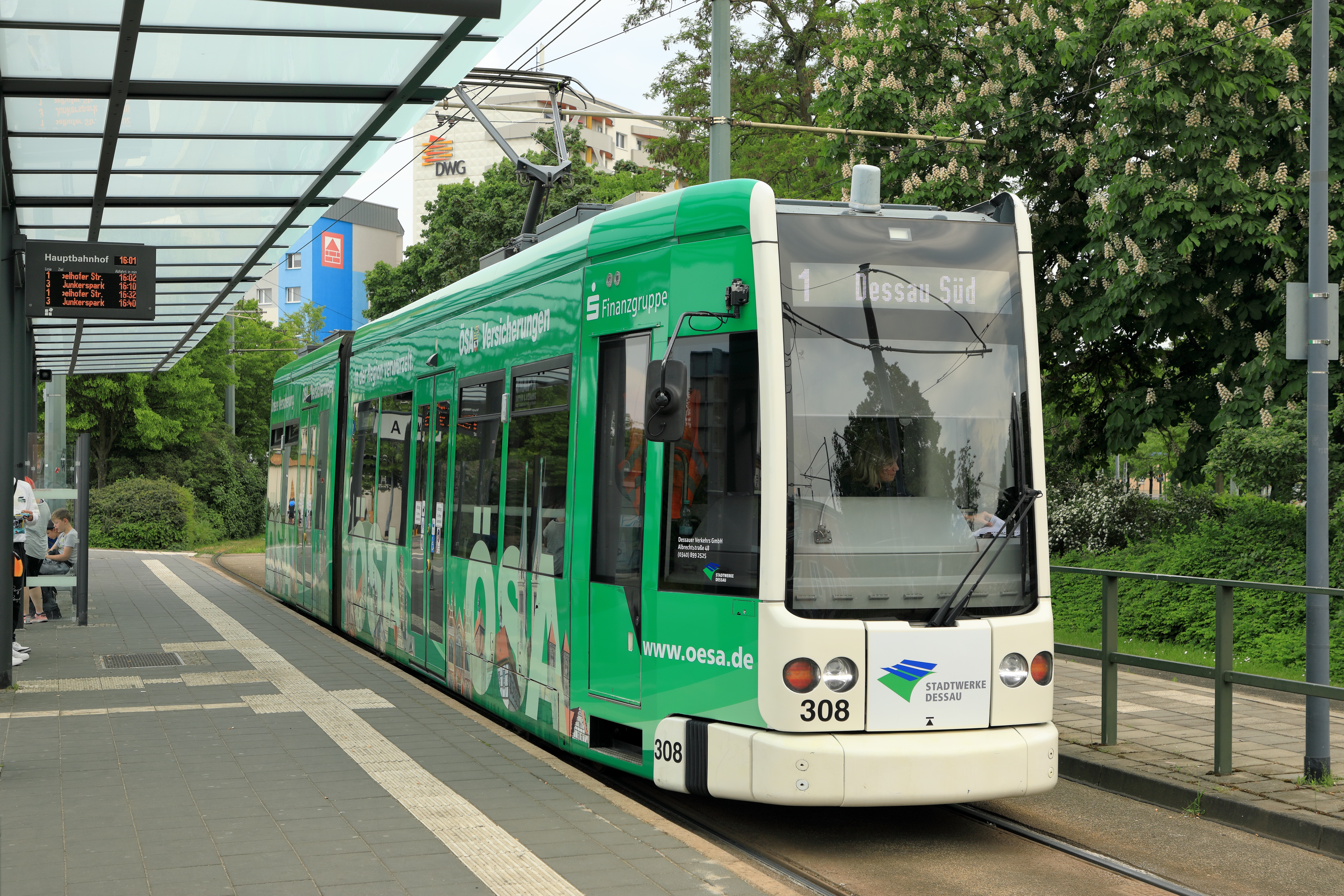
Tweedelige Flexity Classic in Dessau
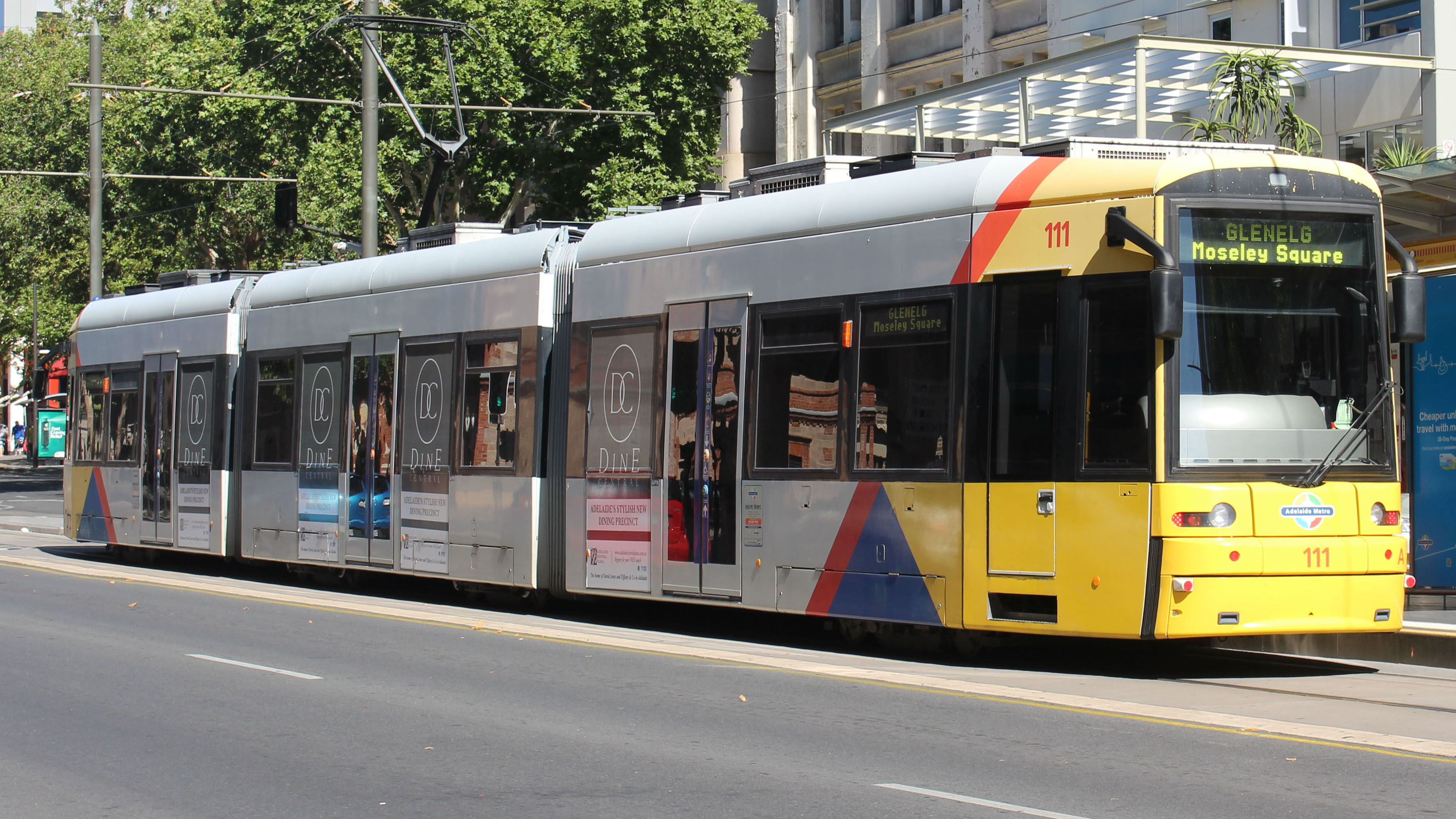
Flexity Classic in Adelaide
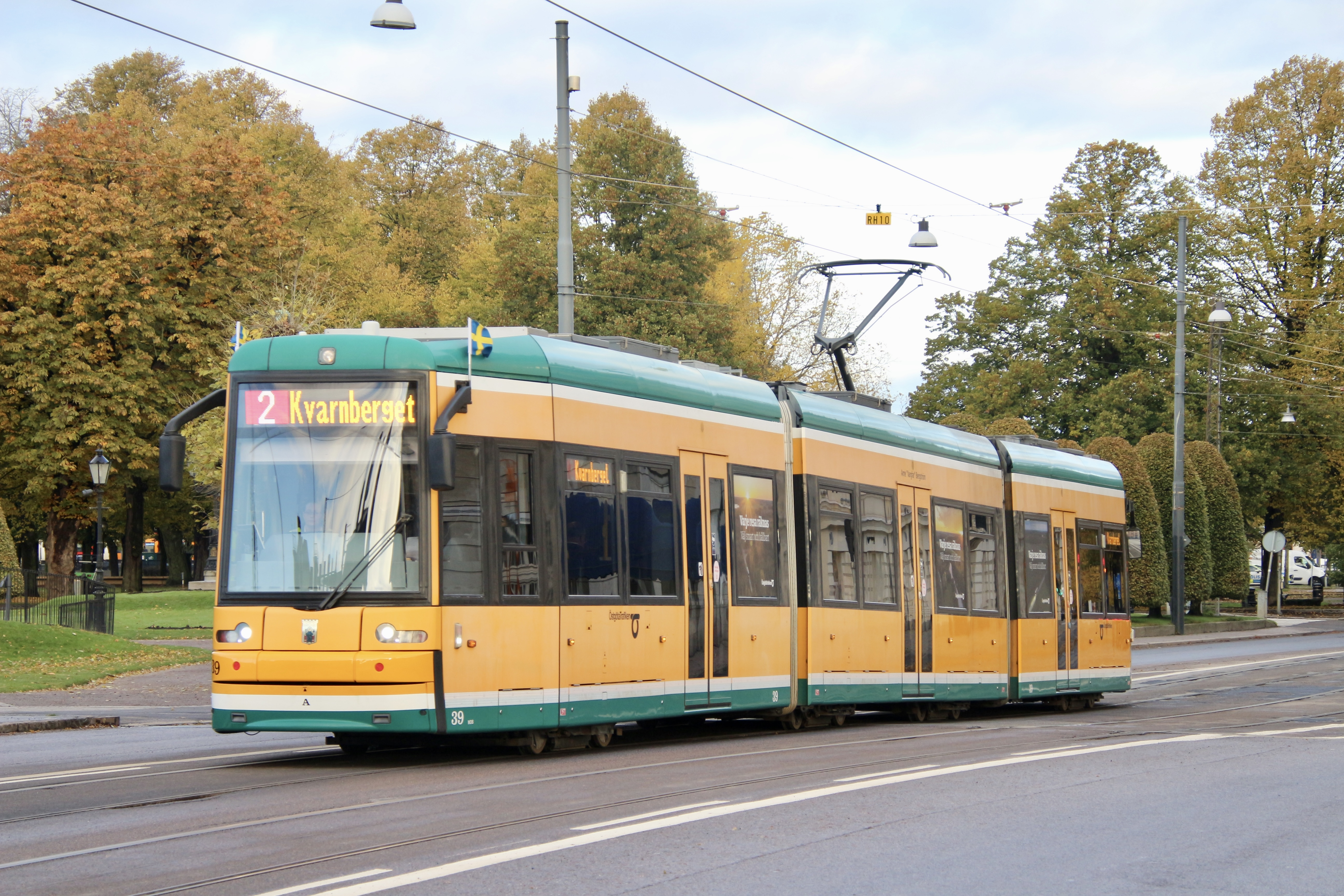
Flexity Classic in Norrköping
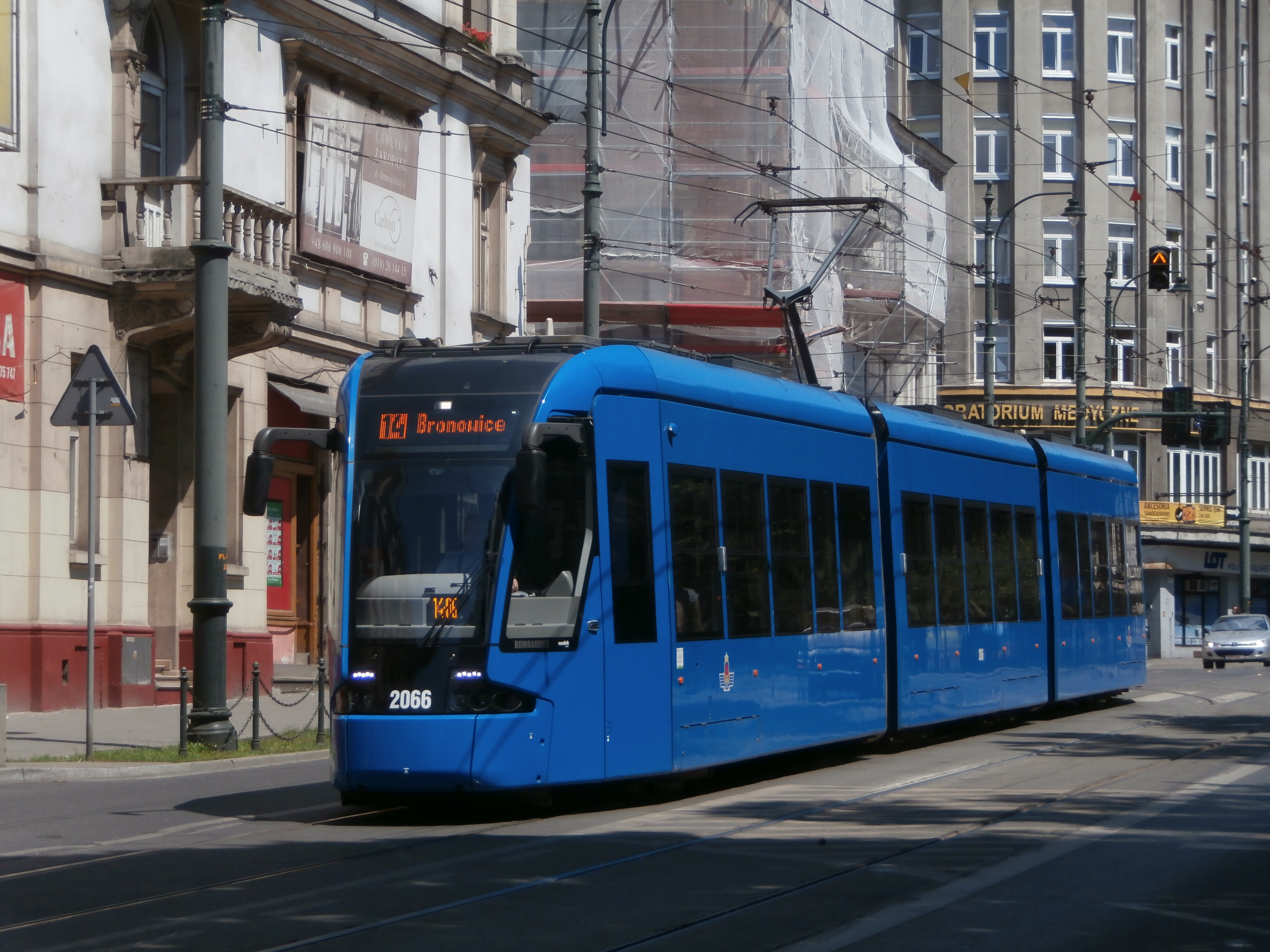
Flexity Classic in Krakau
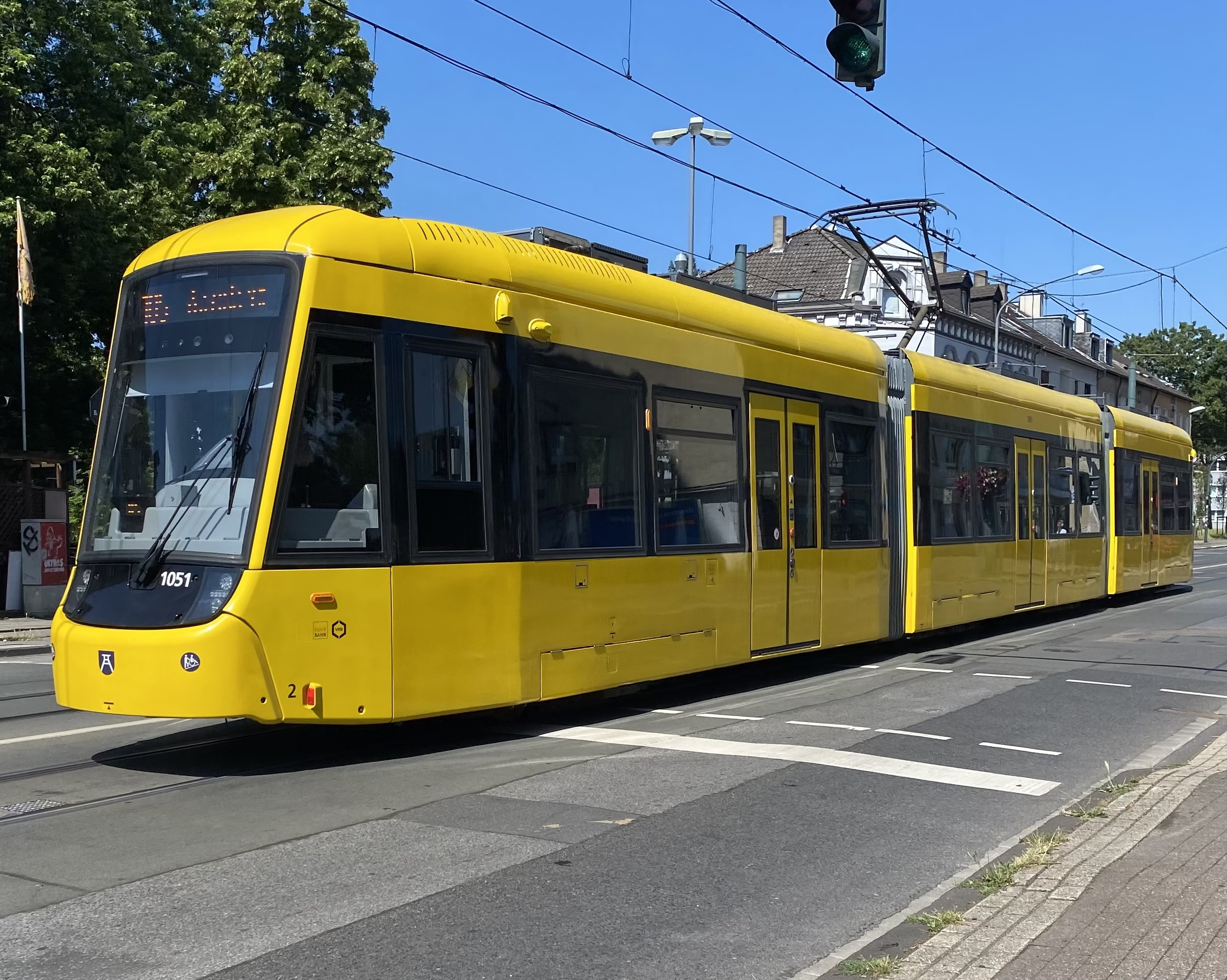
Flexity Classic in Essen